# Le Massacre des Innocents (Daniele da Volterra)
Pour les articles homonymes, voir Le Massacre des Innocents.
Le Massacre des Innocents est une peinture à l'huile sur panneau réalisée en 1557 par le peintre italien Daniele da Volterra. Elle est conservée au musée des Offices de Florence.

## Histoire
L'œuvre a été créée pour l'église San Pietro in Selci de Volterra lors du dernier voyage de Daniele Ricciarelli dans sa ville natale. L'artiste s'est fait rembourser ses frais mais a renoncé au paiement effectif du tableau. Ce fut la dernière œuvre picturale réalisée personnellement par lui : plus tard, il se consacra presque exclusivement à la sculpture. Avec quelques modifications, il reprend son propre dessin, déjà utilisé par son élève Michele Alberti pour une fresque à l'intérieur de l'église de la Trinité-des-Monts à Rome.
Le tableau a été acheté pour 600 écus à la Galerie des Offices en 1782, par le directeur Giuseppe Bencivenni Pelli pour le compte de l'empereur Léopold II. Il a été exposé à la Tribune des Offices, où il est resté au moins jusqu'en 1926. Par la suite, pendant une certaine période, il a été exposé à la Galerie de l'Académie, et est ensuite retourné aux Offices.
Il a été restauré en 1979.

## Description
Le sujet du tableau est l'épisode biblique du massacre des Innocents. Par rapport au texte de l'Évangile selon Matthieu, les soldats d'Hérode combattant les mères qui tentent de défendre leurs enfants, sont montrés en groupes. Au fond, une volée de marches et de colonnes.
Les principales différences par rapport au dessin sont dues au fait que la fresque avait deux vides : une femme avec un enfant mort a été ajoutée en bas à gauche (dont on trouve un dessin au musée du Louvre) et un enfant mort en bas à droite.